# Херонова формула
У геометрији, Херонова формула служи за израчунавање површине (P) троугла чије странице имају дужину a, b, и c и гласи:
{\displaystyle P={\sqrt {s\left(s-a\right)\left(s-b\right)\left(s-c\right)}}}
где је s полуобим троугла:
{\displaystyle s={\frac {a+b+c}{2}}.}
Херонова формула се може записати и на један од следећих начина:
{\displaystyle P={\ {\sqrt {(a+b+c)(a+b-c)(b+c-a)(c+a-b)\,}}\  \over 4}}
{\displaystyle P={\ {\sqrt {2(a^{2}b^{2}+a^{2}c^{2}+b^{2}c^{2})-(a^{4}+b^{4}+c^{4})\,}}\  \over 4}}
{\displaystyle P={\ {\sqrt {(a^{2}+b^{2}+c^{2})^{2}-2(a^{4}+b^{4}+c^{4})\,}}\  \over 4}.}

## Историја
Формула се приписује Херону из Александрије, а доказ се може наћи у његовој књизи „Метрика“ (Metrica), која је написана 60. године н. е. Постоје индиције да је за формулу знао и Архимед, а, с обзиром да је „Метрика“ колекција математичких знања којима је располагао антички свет, могуће је да ју је Херон само забележио, а не и открио.
Формула еквивалентна Хероновој, а записана у облику:
{\displaystyle P={\frac {1}{2}}{\sqrt {a^{2}c^{2}-\left({\frac {a^{2}+c^{2}-b^{2}}{2}}\right)^{2}}}}
била је позната у древној Кини, а откривена је независно од Грка. Може се наћи у чувеном делу „Девет књига о математичкој вештини“ (Shushu Jiuzhang), које је објавио Qin Jiushao 1247. године.

## Доказ
Следи модеран доказ формуле који користи алгебру и тригонометрију, и потпуно је другачији од оригиналног Хероновог доказа. Нека су a, b и c странице троугла, а {\displaystyle \alpha \,}, {\displaystyle \beta \,} и {\displaystyle \gamma \,} одговарајући углови који се налазе насупрот страница троугла. Према косинусној теореми је:
{\displaystyle \cos \gamma ={\frac {a^{2}+b^{2}-c^{2}}{2ab}}}.
Одатле се добија алгебарска једнакост:
{\displaystyle \sin \gamma ={\sqrt {1-\cos ^{2}\gamma }}={\frac {\sqrt {4a^{2}b^{2}-(a^{2}+b^{2}-c^{2})^{2}}}{2ab}}}.
Висина троугла која оговара основици a има дужину {\displaystyle b\sin \gamma }, па је
| {\displaystyle P\,} | {\displaystyle ={\frac {1}{2}}({\mbox{osnovica}})({\mbox{visina}})}                         |
|                     | {\displaystyle ={\frac {1}{2}}ab\sin \gamma }                                               |
|                     | {\displaystyle ={\frac {1}{4}}{\sqrt {4a^{2}b^{2}-(a^{2}+b^{2}-c^{2})^{2}}}}                |
|                     | {\displaystyle ={\frac {1}{4}}{\sqrt {(2ab-(a^{2}+b^{2}-c^{2}))(2ab+(a^{2}+b^{2}-c^{2}))}}} |
|                     | {\displaystyle ={\frac {1}{4}}{\sqrt {(c^{2}-(a-b)^{2})((a+b)^{2}-c^{2})}}}                 |
|                     | {\displaystyle ={\frac {1}{4}}{\sqrt {(c-(a-b))(c+(a-b))((a+b)-c)((a+b)+c)}}}               |
|                     | {\displaystyle ={\sqrt {s\left(s-a\right)\left(s-b\right)\left(s-c\right)}}.}               |
У претходним корацима је два пута примењена формула за факторизацију полинома помоћу разлике квадрата.

## Доказ уз коришћење Питагорине теореме
Херонов оригинални доказ користи тетивни четвороугао, уз ослањање на тригонометрију слично претходном доказу, или на центар уписаног круга и један описани круг троугла. Следи доказ Херонове формуле свођењем директно на Питагорину теорему уз коришћење елементарних трансформација.
Записана у облику {\displaystyle 4P^{2}=4s(s-a)(s-b)(s-c)\,}, Херонова формула се своди са леве стране једнакости на {\displaystyle (ch)^{2}\,}, или, с обзиром да је, према Питагориној теореми, {\displaystyle h^{2}=b^{2}-d^{2}\,}, на
{\displaystyle (cb)^{2}-(cd)^{2}\,},
а десна страна постаје
{\displaystyle (s(s-a)+(s-b)(s-c))^{2}\,}   −   {\displaystyle ((s(s-a)-(s-b)(s-c))^{2}\,}
коришћењем једнакости {\displaystyle (p+q)^{2}-(p-q)^{2}=4pq\,}. Одатле је довољно да се покаже да важи
{\displaystyle cb=s(s-a)+(s-b)(s-c)\,}, и
{\displaystyle cd=s(s-a)-(s-b)(s-c)\,}.
Прва једнакост се лако добија уколико се коришћењем чињенице да је {\displaystyle s=(a+b+c)/2\,} поједностави израз. Ако се исти поступак понови за другу једнакост, она ће се свести на {\displaystyle s(s-a)-(s-b)(s-c)\,} само у случају да је {\displaystyle (b^{2}+c^{2}-a^{2})/2\,}. Али, ако се {\displaystyle b^{2}\,} замени са {\displaystyle d^{2}+h^{2}\,} и {\displaystyle a^{2}\,} са {\displaystyle (c-d)^{2}+h^{2}\,}, при чему обе једнакости следе из Питагорине теореме, израз се своди на {\displaystyle cd\,} што је и требало добити.

## Нумеричка стабилност
Херонова формула у наведеном облику је нумерички нестабилна за троуглове са јако малим углом.
Стабилна алтернатива захтева уређење дужина страница троугла тако да важи:
a ≥ b ≥ c
и израчунавање по формули
{\displaystyle A={\frac {1}{4}}{\sqrt {(a+(b+c))(c-(a-b))(c+(a-b))(a+(b-c))}}.}
Заграде у наведеној формули су потребне да би спречиле нумеричку нестабилност у израчунавању.

## Генерализације
Херонова формула је специјалан случај формуле Брамагупте за површину тетивног четвороугла, а обе формуле су специјалан случај Бретшнајдерове формуле за површину четвороугла. У оба случаја, Херонова формула се добија уколико се за једну од страница четвороугла претпостави да је дужине нула.
Херонова формула је такође посебан случај формуле за површину трапеза која користи само његове странице, и може се добити из ње, уколико се узме да је мања основица трапеза једнака нули.
Изражавање Херонове формуле помоћу детерминанте чији су чланови квадрати дужина страница троугла,
{\displaystyle P={\frac {1}{4}}{\sqrt {\begin{vmatrix}0&a^{2}&b^{2}&1\\a^{2}&0&c^{2}&1\\b^{2}&c^{2}&0&1\\1&1&1&0\end{vmatrix}}}}
показује њену сличност са Тартаљином формулом за запремину тетраедра.